# Xã Harrison, Quận Pulaski, Indiana
Xã Harrison (tiếng Anh: Harrison Township) là một xã thuộc quận Pulaski, tiểu bang Indiana, Hoa Kỳ. Năm 2010, dân số của xã này là 628 người.